# Cerithidea decollata
Cerithidea decollata е вид охлюв от семейство Potamididae. Възникнал е преди около 2,59 млн. години по времето на периода неоген. Видът не е застрашен от изчезване.

## Разпространение
Разпространен е в Кения, Сомалия и Танзания.

## Описание
Популацията на вида е намаляваща.